# توماش ماخاچ
توماش ماخاچ (چکی: Tomáš Macháč؛ زادهٔ ۱۳ اکتبر ۲۰۰۰) تنیس‌باز اهل جمهوری چک است.